# 穎明館中学・高等学校
穎明館中学・高等学校（えいめいかんちゅうがく・こうとうがっこう）は、東京都八王子市館町に所在し、中高一貫教育を提供する私立中学校・高等学校。
高等学校において、生徒を募集しない完全中高一貫校。 
通称は略称及び教育理念の頭文字をとって「EMK」。

## 概要

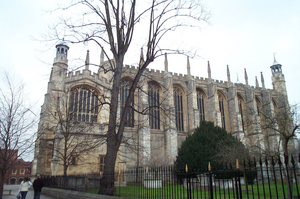
創立においてモデルとなった英国イートン・カレッジ

学校法人堀越学園理事長堀越克明が、イギリスのイートン校をモデルとして優れた資質を秘めた向学心旺盛な若人を受け入れて、21世紀の国家を担い、国際社会でも羽ばたく真のリーダーを育成するという志のもとに設立した。
校名の「穎」は堀越修一郎が刊行した雑誌の穎才新誌に由来する。
中高一貫教育を採用し、高校生は4年生 - 6年生と称される。5年生から理系と文系のコースにわかれ、6年生で国立理系・文系、私立理系・文系のクラスに編成される。昼食は給食または持参の弁当の選択制である。各学年180人前後。
シアトルのブッシュスクールと提携を結んでおり、高校1年生はUSAカナダの研修旅行の際に体験入学をする他、ブッシュスクールからも交換留学生を迎えている。

## 沿革
- 1982年9月10日 - 穎明館高等学校開校が決定される。
- 1985年4月5日 - 第1期生入学。
- 1986年 - 初海外研修プログラム（韓国）
- 1987年
  - 4月1日 - 穎明館中学校開校。
  - 10月1日 - 第1回体育祭開催。
- 1988年2月5日 - 第1回穎明館高等学校卒業式。
- 1989年 - 中高6学年が揃う。高校制服変更。
- 1990年 - 第1回穎明館中学校卒業式。中学校の学年定員を80名から120名に拡大。全校給食制度開始。
- 1992年10月1日 - 第1回文化祭開催。
- 1993年 - 穎明館中学・高等学校の各学年定員が160人となる。
- 1997年9月10日 - 創立10周年を記念して無窮館（図書館）が竣工。
- 1998年 - 理事長に堀越克明、学校長に久保田宏明就任。
- 2001年8月23日 - 21世紀記念館（2001 GEDENK HALLE）竣工。
- 2006年4月7日 - 1年1学期制を採用。
- 2007年 - 高校からの生徒募集停止、完全中高一貫校へと移行。(180名 36×5クラス)
- 2008年4月1日 - 3テスト制を開始。
- 2009年 - 攻玉社中学校・高等学校前校長の岡本武夫が新校長として就任。
- 2011年 4月1日 - 学校長に寺山政秀が就任。
- 2012年 - 制服変更。学園理事長に堀越正道が就任。
- 2016年 4月1日 - 国際交流部を設置。
- 2019年 - 橋本好広が校長に就任。EMK未来プロジェクトスタート。

## 教育方針
Experience（経験）/ Morality（道徳）/ Knowledge（知識）
仁智は無窮 穎才を研きよき地球人たれ
人生は何ごとに依らず その目標は高く設定すべきである その推進には高い知性と理性を必要とする
- 生活三条を毎朝唱和する
  - 一つ 希望の朝を迎え 二つ 勤勉の昼を過ごし 三つ 感謝の夕べを送る
- 授業 
  - 毎回、授業開始前には黙想を行う。
  - 中高共に完全6日制・50分授業。
  - 中学の学習内容は2年までに、高校の学習内容は5年の2学期までに修得し、6年では少人数による大学入試対策演習授業が中心となる。
  - 高校過程において英数国理はα β γの3段階に分かれたグレード別授業を行う。(毎学期、定期試験の結果によってクラス変動あり)
  - かつてはホームルーム開始が9時、90分・70分授業やリフレッシュタイム（午前の中休み）といった独自の授業形態があったが、現在では一般の高校と大差がなくなっている。

- グローバル教育
  - 1・2年生は少人数クラスでのネイティブ講師による英会話授業を週2時間設けている他、4年生より第二外国語（英語上級会話、フランス語、中国語）を学習する。またGTECとTEAPを高校生は全員受験する。
  - アメリカシアトルの私立高校ブッシュスクールと提携を結んでおり、当校生徒のUSAカナダ研修旅行での体験入学やブッシュスクールからの交換留学生を迎えている。
  - 希望する生徒を対象に英国イートン校への語学研修とオーストラリアへのターム留学が行われる[3]。
  - 海外大学進学協定校推薦入試制度（UPAS）も利用可能。
- その他
  - 個別指導塾のスクールTOMASと連携を結んでいる。

## 施設
出典 : 
広大な敷地に大ホール、天文台、温水プール等の様々な設備を備えている。
- EMK BRIDGE
- 21世紀記念館（大ホール）
- 中学棟
- 高校棟
- 食堂
- 無窮館
- 体育棟
- 400mトラック（芝生コート併設）
- 堀越球場

## 制服・校歌
- 制服

独自ブランドの指定ローファーとブレザースタイルの制服である。冬服はEMKロゴ入りのエンブレムワッペンの黒のブレザーに深紅が入った黒のネクタイ。女子はネクタイとリボンを自由選択。夏服は黒または白のポロシャツに半袖シャツ。どちらも青色でEMKの刺繍が入っている。2007年と2012年に制服が変更されており、特に2007年以前の制服は建学の精神に基づき、欧米の私立学校の制服を模していた物である。開校当初はフォレストグリーンのジャケットにチェックの開襟シャツという冬服だったが、1989年度からデザイン変更された。鞄、カーディガンやコートなど学校指定のEMKブランドがある。
- 校歌
  - 作詞：堀越克明、作曲：藤山一郎。各学期の始業式・終業式やEMK祭及び入学式や卒業生等の行事の際に歌われる。

## 学校行事
出典 : 
- 4月 入学式・始業式 進学ガイダンス
- 5月 - 球技大会[注 1] 生徒総会
- 6月 - 1年菅平林間学校、2年広島平和体験学習、3年奈良京都体験学習、4年USA・カナダ体験学習、球技大会
- 7月 - オープンスクール、イートンサマースクール
- 9月 - EMK祭(文化祭、体育祭) 進学講演会
- 11月 - 芸術鑑賞（1年は鎌倉校外学習、2年は能・狂言、3年は歌舞伎座での歌舞伎鑑賞）
- 12月 6年センター対策講習
- 1月 - 新春中学生百人一首大会
- 2月 次年度生徒会執行部役員選挙、演説会
- 3月 高校卒業式・終業式・中学課程卒業証書授与式

## 部活動・同好会活動
出典 : 
| - 柔道部 - 合気道部 - 剣道部 - 水泳部 - 卓球部 - バスケットボール部 - バレーボール部 - テニス部 - バドミントン部 - ダンス部 - 陸上部 - 中学サッカー部 - 高校サッカー部 - 中学軟式野球部 - 高校硬式野球部 | - 社会・茶道部 - かるた部 - 生物部 - 科学部 - 歴史部 - 天文部 - 鉱物研究部 - 鉄道研究部 - 美術部 - 吹奏楽部 - 室内楽部 - 軽音楽部 - 演劇部 - 将棋部 - マスメディア研究会 - 釣り同好会 - 新聞同好会 - マジック同好会 - English Club |

## 学校委員会
出典 :  
- 生徒会執行部
- 選挙管理委員会
  - その年の新たな生徒会執行部選挙の告示・演説会進行・集計等を行う。
  - 毎年冬に行われる生徒会執行部選挙及び演説会は名物イベントであり、他校の生徒会長からの推薦状や前期委員からの応援演説が行われる。
- 文化祭実行委員会
- 体育祭実行委員会
- 保健管理委員会
- 整備委員会
- 図書委員会
- 放送委員会

## EMK祭
学園祭は文化祭と体育祭を合わせたEMK学校祭と呼ばれている。例年9月に行われ、文化祭は土日の二日開催で体育祭は翌週の土曜に実施される。

### 文化祭
文化祭は生物部、吹奏楽部、鉱物研究部、鉄道研究部の発表、青空ステージ(青ステ)や女装コンテスト等も行われる。 一日目閉幕後の2時間は生徒限定参加の中夜祭も催される。

### 体育祭
体育祭は1 - 6年生の5組がそれぞれ5色に別れて競う。各色応援団による応援合戦やムカデ競争などが行われる。

## 交通
出典 : 

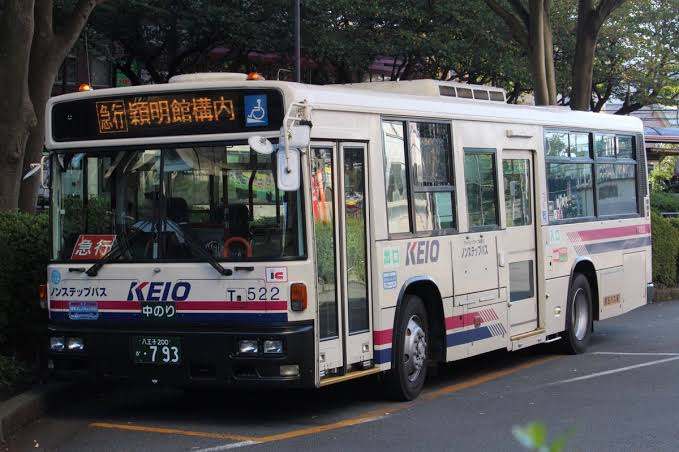
穎明館構内行き便

- JR中央線・京王高尾線高尾駅南口より京王バス
  - 八04/高24/準急にて穎明館高校前下車 徒歩3分
  - 急行にて穎明館構内下車
- JR横浜線・JR相模線・京王相模原線橋本駅北口より穎明館構内行きの専用スクールバスで約30分[注 2]

## 国内外の提携校
- ブッシュスクール（英語版） 
  - 開校当初からの提携校。
  - 2校間で生徒の交換訪問や体験入学等を行っている。
- 堀越高等学校 
  - 姉妹校。ただし、学校の特色が異なる為2校間での交流は現在無い。
- イートン・カレッジ 
  - 創立のモデルとなっているパブリックスクール。
  - イートン校主催のサマースクール参加校でありグローバル教育の一環で毎年生徒を参加させている[3]。

## 関係者

### 教諭
- 堀越克明 - 学校法人堀越学園学長
- 半藤英明 - 元熊本県立大学学長、元本校教諭
- 桑原秀範 - 元野球部監督

### 出身者
- 川崎秀人 ‐ 自由民主党衆議院議員
- 一ノ瀬颯 - 俳優
- 小室瑛莉子 - フジテレビアナウンサー
- 山本健太郎 - 日本公認会計士協会準会員会代表。株式会社SoVa創業者・代表取締役
- 野島梨恵 - 弁護士

## 当校が舞台となった作品
- TVアニメ｢ファンタジスタドール」（2013年7月 - 9月放送 製作フッズエンタテインメント）
  - 主人公が在籍する共学の私立中高一貫校｢私立聖悠学館｣として登場。当校の校舎、講堂やEMKブリッジをモデルとしている。
- TVアニメ｢Re:ステージ!ドリームデイズ」（2019年7月 - 9月放送 原作team yoree.）
  - 主人公達が在籍する高尾山麓の中高一貫校の｢私立稀星学園高尾校」として登場する。